# Carpodetaceae
Carpodetaceae is een botanische naam, voor een familie van tweezaadlobbige planten. Een familie onder deze naam wordt niet vaak erkend door systemen van plantentaxonomie, maar wel door het APG-systeem (1998), geplaatst in de orde Asterales. Het APG II-systeem (2003) handhaaft de groep niet als afzonderlijke familie, maar als onderdeel van de Rousseaceae. Daar binnen wordt de groep onderscheiden als de onderfamilie Carpodetoideae, de zustergroep van het enige andere geslacht Roussea.
Het gaat om een kleine groep van zo'n dozijn soorten, uit het oosten van Australië, Nieuw-Guinea, de Salomonseilanden, Vanuatu en Nieuw-Zeeland.